# Chaos de Montpellier-le-Vieux

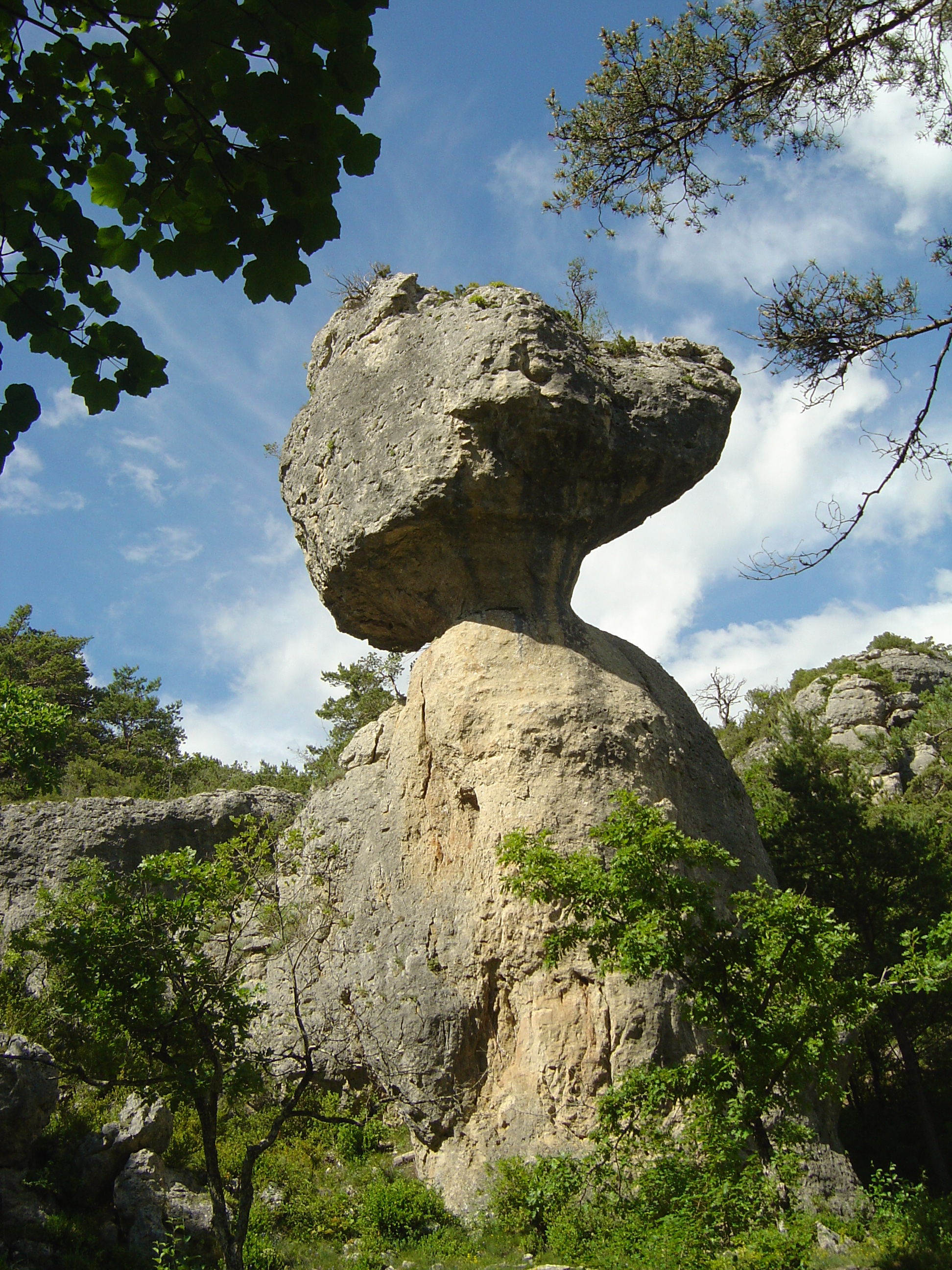
Le roc Camparolié.

Le chaos de Montpellier-le-Vieux, renommé Cité de Pierres en 2019, est un chaos rocheux ruiniforme du causse Noir, bordé au sud par les gorges de la Dourbie, situé au nord-est de Millau et du viaduc de Millau, sur la commune de La Roque-Sainte-Marguerite (Aveyron). Le chaos est un site naturel classé dans le parc naturel régional des Grands Causses.
Ces reliefs ruiniformes se sont formés dans les calcaires dolomitiques du Causse et couvrent une surface d'environ 120 hectares.
Appelé à l'origine Lo clapàs vièlh (le tas de pierre vieux, en rouergat), il devient Montpellier-le-Vieux lorsque Édouard Martel l'explore en 1883-1884 car « Lo Clapàs » est l'appellation populaire que les Montpelliérains donnent à leur cité par référence à son vieux centre de pierres calcaires.

## Géographie
Le chaos de Montpellier le Vieux (ou « Cité de Pierres ») se situe sur la commune de La Roque-Sainte-Marguerite, sur le causse Noir, en plein cœur du parc naturel régional des Grands Causses.
- au nord des gorges de la Dourbie
- au nord-est de Millau et du viaduc de Millau
- dans le sud-est de l’Aveyron

## Origine géologique
Ces reliefs ruiniformes se sont formés dans les calcaires dolomitiques du causse et couvrent une surface d'environ 120 hectares. Leur origine géologique des calcaires remonte à la période Jurassique. C'est sous les eaux chaudes et peu profondes de la mer tropicale qui recouvrait le Causse, que se forme le bassin sédimentaire qui constitue aujourd'hui le plateau rocheux du causse Noir.

### Les cassures et les failles
Il y a 100 millions d’années, les couches rocheuses alors créées au fond de l'eau subissent une telle poussée que la roche résistante se fend, se plie et se fracture de manière à créer une série de failles semblables à celles des séracs et des crevasses présentes sur les glaciers. 

### Les Grands Causses
Au tertiaire, à la suite du soulèvement des massifs alpins et pyrénéens, l'ensemble des sédiments a été soulevé jusqu'à immersion par la reprise d'un mouvement tectonique le long des anciennes failles du socle primaire. Dans le cas des Grands Causses, la surrection des plaques s'est réalisée sans plissement, donnant lieu à de hauts plateaux. Les dépôts jurassiques calcaro-dolomitiques exposés à l'air libre se retrouvent alors ensuite à l'érosion karstique. Au fil des siècles, les cours d'eau creusent des gorges et de cavités dans la région des Causses. L'érosion de la dolomie donne naissance au relief ruiniforme des roches dolomitiques.

## Rochers et panoramas
Le site naturel de la « Cité de Pierres » se distingue par la singularité et la grandeur de ses roches monolithiques. Ces pinacles ou quilles dolomitiques ont pour cadre les panoramas des Causses et des gorges de la Dourbie.

Les principales sculptures naturelles sont les suivantes : La Cuidad, Le Douminal, La Brèche de Rolland, Roc du Corridor, Avenue du Corridor, L'Amphore, L'Oule, La Cathédrale, La Grande Nef, L'Éléphant, Les Remparts, Le Grand Sphinx, La Quille, L'Avenue des Obélisques, La Porte de Mycènes, Le Crocodile, L'Arc de Triomphe, Le Roc Camparolié, Château Gaillard, Roc de la Lucarne, L'Escarpe, La Chaire du Diable, Le Trou de La Lune, La Tête de l'Ours, La Reine Victoria, L’Allée des Tombeaux, Le Sphinx, La Chaise Curule, La Poterne, La Tête d'Arlequin.

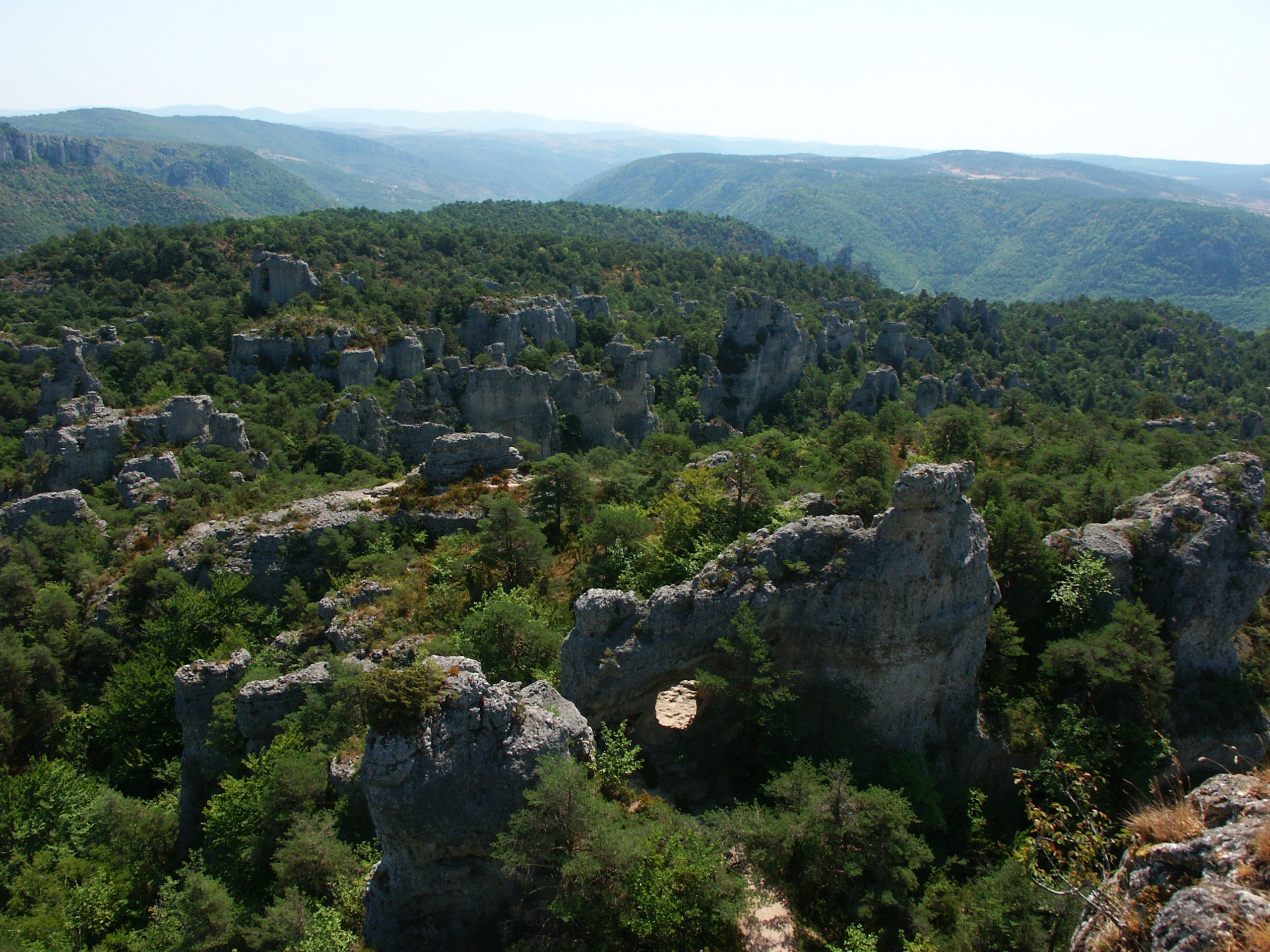
Vue depuis le Douminal.
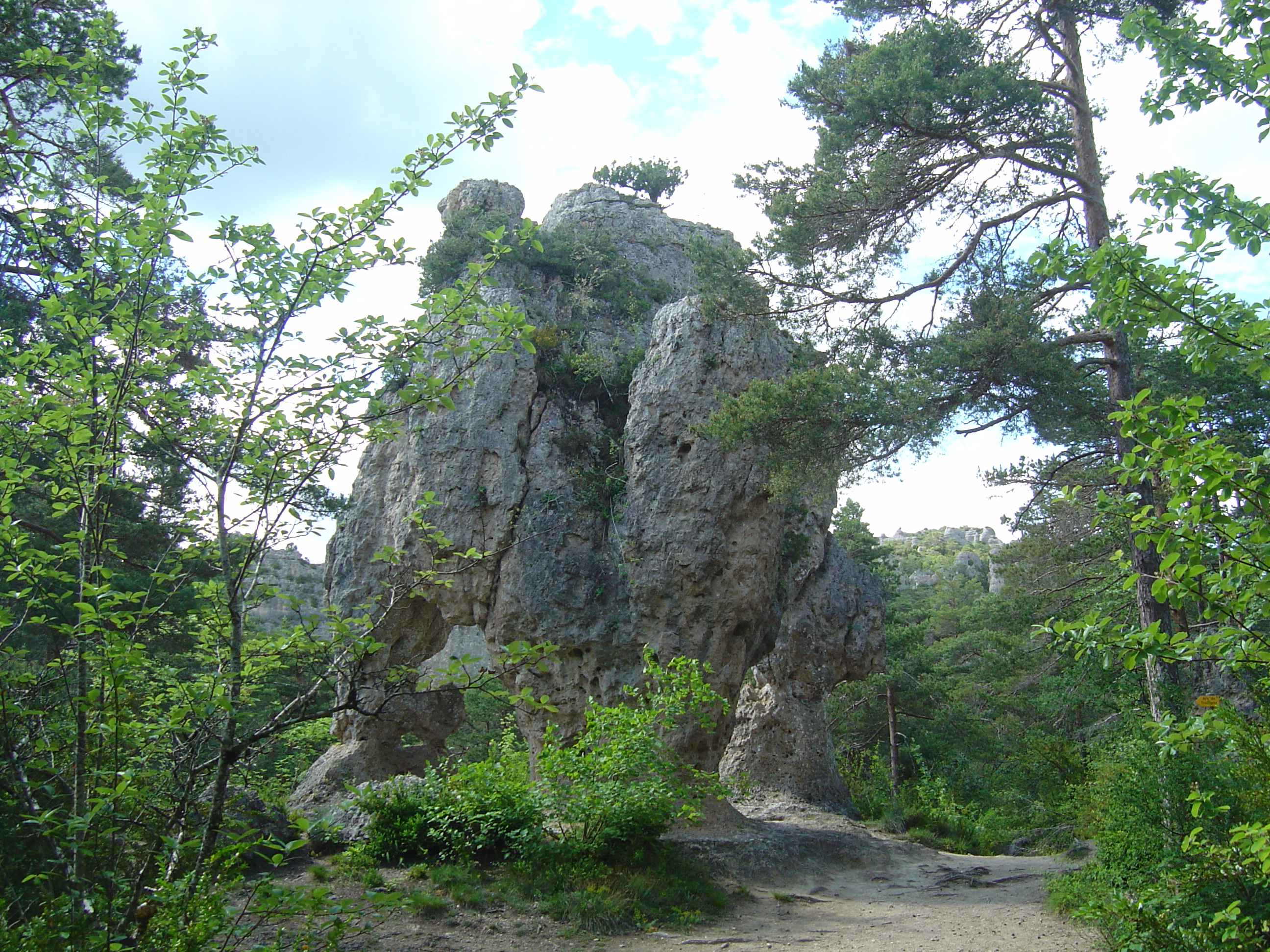
L'arc de Triomphe.
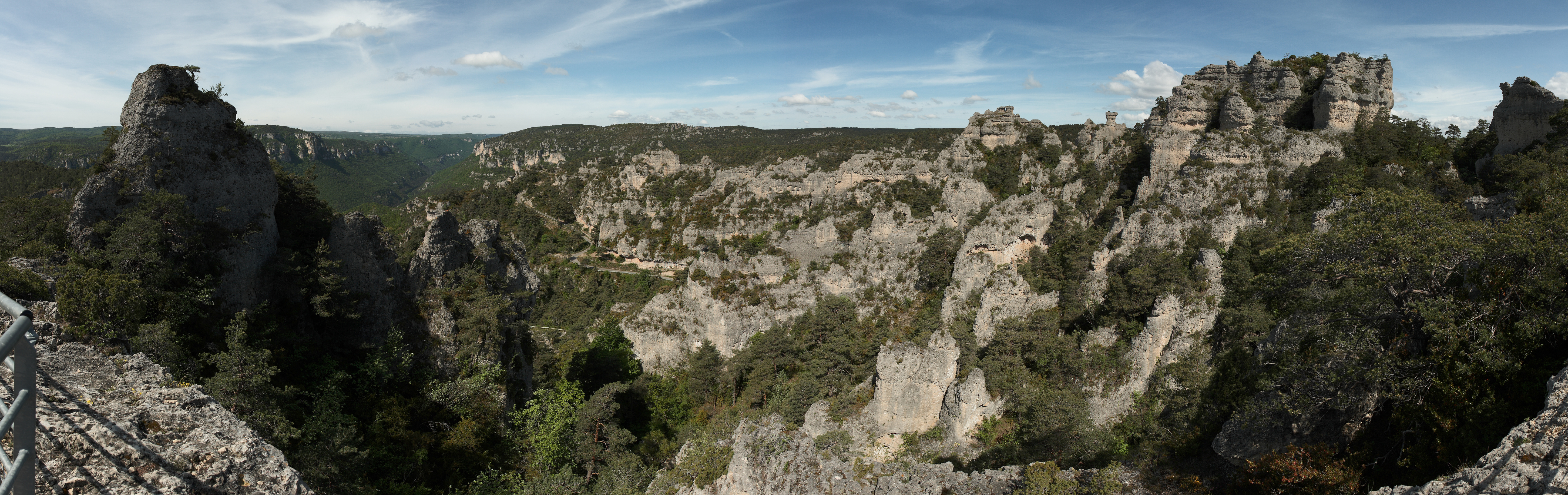
À droite, le Douminal, point culminant du chaos.

## Histoire

### L'histoire de l'homme sur le site
Les falaises et les abris sous roche du chaos de Montpellier-le-Vieux attestent la présence de l'homme sur le site depuis plus de huit millénaires. Auvents naturels, bergeries et citernes en ruines gardent des traces de vie humaine depuis le Néolithique ancien (6000 avant J.-C.). Durant la période gallo-romaine, jusqu'au début du Moyen Âge, le site fut le théâtre d'une exploitation forestière intensive destinée au bois de chauffage et à la production de résine.
On suppose que les « terrasses », situées tout en haut des escarpements, étaient les lieux d'anciens cultes lunaires ou solaires[réf. souhaitée]. Ces emplacements surélevés leur permettaient également de se mettre à l'abri des prédateurs.

### L'étude du site par Édouard-Alfred Martel
Tombée dans l'oubli après le Moyen Âge, c'est à la suite de la venue d'Édouard-Alfred Martel sur le site, que le chaos de Montpellier le Vieux devient une attraction touristique. À la demande de M. de Barbeyrac (un propriétaire du site) et de M. de Malafosse (le président de la Société de géographique de Toulouse), M. Martel fait une première exploration du site en 1884. L’année suivante il en réalise la toute première carte.

### L'origine du nom
L'étymologie du nom « Montpellier-le-Vieux », rebaptisé « La Cité de Pierres à Montpellier-le-Vieux » en 2019, est le fruit de l'imagination des bergers transhumants[réf. nécessaire]. Ces derniers ayant perçu la disposition quasi-architecturale des rochers (rappelant étrangement celle d’une cité), décident de lui donner le nom de leur cité de référence, soit « Montpellier », tout en y apposant l'épithète « Le Vieux » venant appuyer le caractère ruiné et délabré de cette cité pierreuse. Ce nom paraissait d'autant plus symbolique que l'appellation patoise de la capitale de Hérault, est « lou clapas » qui se traduit par « tas de pierres ». Cependant dans cette langue « vieux » se dit « vielh » (prononcé bieï) et désigne en outre le Diable dans le monde des récits populaires. C'est ainsi que les pâtres transhumants venant faire paître leurs bêtes sur le causse du Larzac, contemplant de loin l'immense « tas de pierres », le surnommaient « Lo Clapas Vielh ».

### Légendes anciennes
Démons, fées, géants et autres êtres fantastiques font entre autres l'objet des nombreuses légendes inspirées par le relief ruiniforme de Lo clapàs vièlh. Au Moyen Âge, les villes mortes étaient craintes par les habitants. C’est donc sans surprise que ce chaos de pierres a donné lieu à des légendes la comparant à un endroit hanté et maudit. Quelques rares courageux s'aventuraient toutefois avec précaution pour y récupérer une chèvre égarée ou pour couper du bois.
La légende la plus célèbre raconte l'histoire de trois fées venues se réfugier sur le Causse pour échapper à un mauvais génie. Les trois fées nommées Amy, Amyne et Benjamine construisent la « cité de pierres », ses remparts, ses parois, ses rues, ses ponts et ses palais. Une cité plantée d'essences multiples incluant les pins, les chênes et une flore abondante. C'est grâce à l’aspect labyrinthique de cette cité de pierres que Mourghi, le géant démoniaque, fatigué de se perdre renonça à sa traque et laissa les fées en paix.

## Site aménagé pour le tourisme
En 1886, les premiers sentiers d'accès permettent aux visiteurs de venir explorer le chaos de Montpellier-le-Vieux à dos de mule depuis le village de La Roque-Sainte-Marguerite dans la vallée de la Dourbie. La visite guidée prenait alors une journée aller-retour. Ce n'est qu'en 1938, lorsque la Société de l’Aven Armand rachète le site alors que la route actuelle depuis le Maubert est créée. Le site de Montpellier-le-Vieux connait alors un réel essor touristique. 
Le site dit « Cité de Pierres à Montpellier-le-Vieux » se visite de plusieurs manières. On peut la découvrir à pied via 6 sentiers aménagés pour la promenade, au cours d'une visite guidée à bord du petit train de la cité, vu d'en haut en grimpant sur les Via Ferrata de la Cité de Pierres et en redescendant par des tyroliennes.

## Cinéma
Dans le chaos de Montpellier-le-Vieux, Gérard Oury a tourné une des scènes du film La Grande Vadrouille dans laquelle Louis de Funès monte sur le dos de Bourvil alors qu'ils sont déguisés en soldats allemands. La porte de Mycènes y est reconnaissable.